# Сутер, Роберт
Роберт Аллен «Роб» Сутер (англ. Robert Allen «Rob» Suter, 16 мая 1957, Мадисон, штат Висконсин, США — 9 сентября 2014, там же) — американский хоккеист, чемпион зимних Олимпийских игр в Лейк-Плэсиде (1980), участник «Чуда на льду».

## Спортивная карьера
Начал свою хоккейную карьеру в Университете Висконсин, за который выступал с 1977 по 1979 гг., в том числе в одноименной хоккейной команде в Национальной ассоциации студенческого спорта, победившей в чемпионате NCAA 1977 г. В 1979 г. он был выбран во второй состав сборной «Всех звезд» Западной студенческой хоккейной ассоциации (WCHA). Сезон 1978-79 он провел в составе клуба Tulsa Oilers из Центрального хоккейной лиги, забив в своем дебютном году в профессиональном хоккее три шайбы в семи играх. В 1979-80 гг. готовился к Олимпиаде в составе сборной США.
На зимних Олимпийских играх в Лейк-Плэсиде (1980) был одним из авторов «чуда на льду» — так впоследствии назвали игру между сборными СССР и США, состоявшуюся 22 февраля 1980 года на Играх-1980. В этой игре команда СССР, действующий чемпион мира и Олимпийских игр, в первом матче финального турнира сенсационно проиграла команде, сформированной из игроков студенческих команд — 3:4. Впоследствии американцы выиграли и заключительный матч финального турнира у сборной Финляндии и завоевали олимпийское золото.
За свою карьеру он так и не стал профессионалом. Был задрафтован клубом Национальной хоккейной лиги (НХЛ) «Лос-Анджелес Кингз» в 1977 г., в 1981-м подписал контракт свободного агента с «Миннесота Норт Старз», но в результате так и не провел в НХЛ ни одной встречи. После годичного перерыва, в сезоне 1981/82 выступал за Nashville South Stars из Центральной хоккейной лиги, после чего в возрасте 25 лет закончил свою активную карьеру.
В 1984—1986 гг. являлся главным тренером клуба Madison Capitols из младшей хоккейной лиги США. В последние годы работал скаутом в системе «Миннесоты Уайлд».
По окончании спортивной карьеры вел бизнес в собственном спортивном магазине в Мэдисоне, штат Вискончин.
Его младший брат Гэри отыграл в НХЛ 17 сезонов, а сын Райан, серебряный призёр зимней Олимпиады в Ванкувере (2010), являлся одним из лидеров обороны «Миннесоты Уайлд».